# Гюнтер фон Мальцан
Барон Гюнтер фон Мальцан (нім. Günther Freiherr von Maltzahn; 10 жовтня 1910, Деммін — 24 червня 1953, Дюссельдорф) — німецький льотчик-ас, оберст люфтваффе (1 червня 1943). Кавалер Лицарського хреста Залізного хреста з дубовим листям.

## Біографія

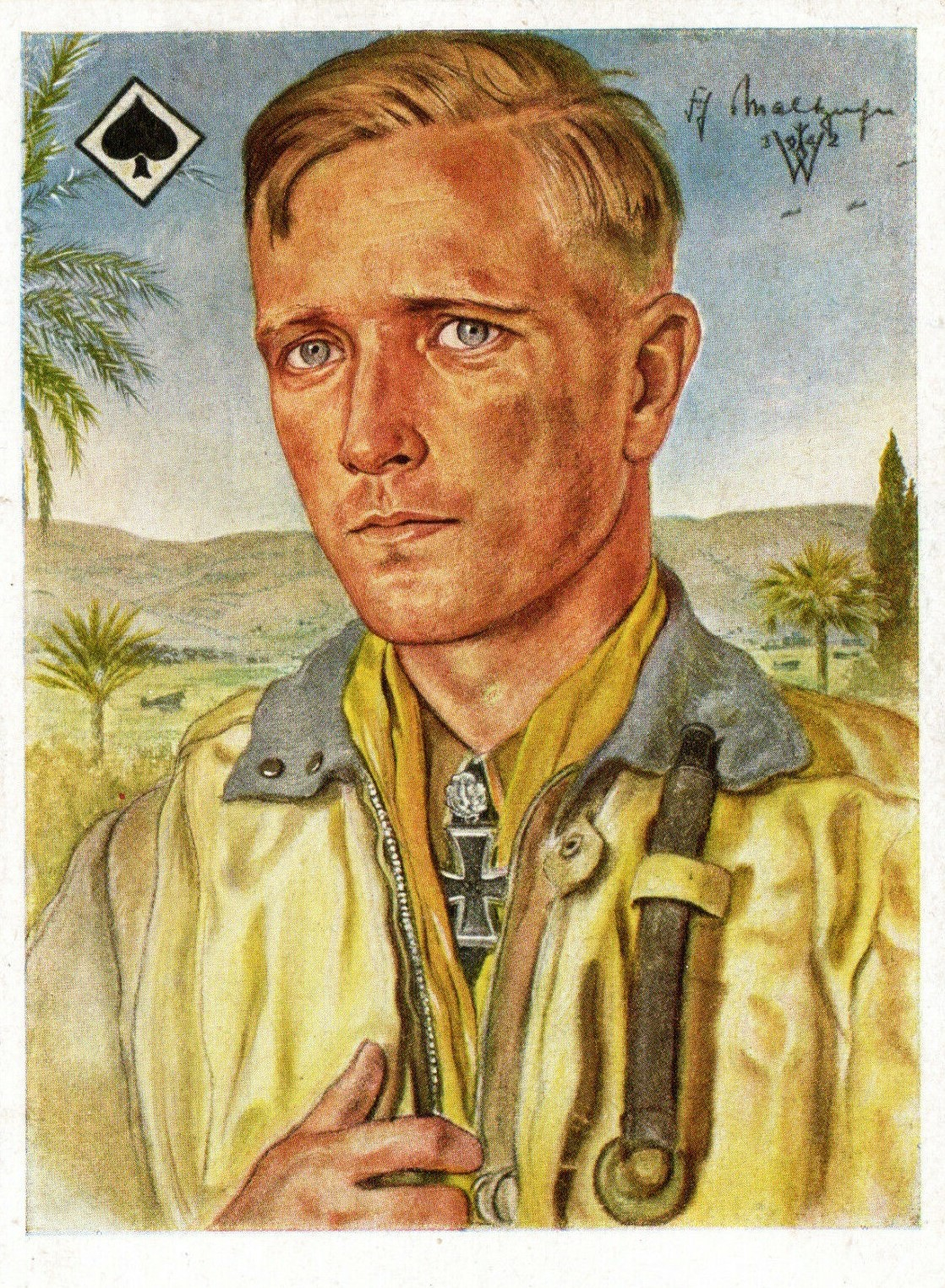
Портрет барона фон Мальцана. Автор — Вольфганг Вілльріх (1942).

З 19 серпня 1939 року — командир 2-ї групи 53-ї винищувальної ескадри. Учасник Французької кампанії і битви за Британію. З 9 жовтня 1940 року — командир 53-ї винищувальної ескадри. Учасник боїв на радянсько-німецькому фронті. В середині грудня 1941 року ескадра Мальцана переведена на Середземне море. З 4 жовтня 1943 року — командир винищувальної авіації «Верхня Італія». З грудня 1944 року служив у штабі 9-ї авіадивізії.
Всього за час бойових дій здійснив 497 бойових вильотів і збив 68 ворожих літаків, з них 34 — на радянсько-німецькому фронті.
Помер від раку (лімфогранулематоз), перші прояви якого почались ще під час війни.

## Нагороди
- Медаль «За вислугу років у Вермахті» 4-го класу (4 роки) (2 жовтня 1936)
- Нагрудний знак пілота
- Залізний хрест
  - 2-го класу (7 жовтня 1939)
  - 1-го класу (10 травня 1940)
- Відзначений у Вермахтберіхт
  - «Винищувальна ескадра під командуванням майора фон Мальцана 15 листопада здобула свою 501-шу повітряну перемогу.» (18 листопада 1940)
- Лицарський хрест Залізного хреста з дубовим листям
  - Лицарський хрест (30 грудня 1940)
  - Дубове листя (№ 29; 24 липня 1941)
- Почесний Кубок Люфтваффе (23 березня 1942)
- Німецький хрест в золоті (23 грудня 1942)
- Нарукавна стрічка «Африка» (1943)
- Авіаційна планка винищувача в золоті з підвіскою «400»